# Melitón Albáñez Domínguez (Baja California Sur)
Melitón Albáñez Domínguez es una localidad del estado mexicano de Baja California Sur. Es parte del municipio de La Paz.

## Toponimia
El nombre de la localidad hace referencia al general Melitón Albáñez Domínguez, partícipe de la revolución mexicana.

## Demografía
| Gráfica de evolución demográfica |
|                                  |

| Censo | Población |
| ----- | --------- |
| 1980  | 125       |
| 1990  | 56        |
| 1995  | 81        |
| 2000  | 173       |
| 2005  | 1 154     |
| 2010  | 1 588     |
| 2020  | 2 409     |